# المقابلة (برنامج)
المقابلة برنامج يبث على قناة الجزيرة، يتحدث ويروي سيرة أو حياة ومحطات لشخصيات في السياسة والفكر والثقافة والفن، يكون ذلك من خلال مقابلة شخصية غير رسمية، يقدم البرنامج علي الظفيري.

## روابط خارجية
- الموقع الرسمي
- الحلقات وصفحة البرنامج عبر يوتيوب